# Кома (фильм, 2020)
«Kо́ма» — российский фантастический боевик режиссёра Никиты Аргунова. В России фильм вышел в прокат 30 января 2020 года. Картина провалилась в прокате, заработав всего 151 миллион рублей при бюджете в 250 миллионов рублей.

## Сюжет
Главный герой, архитектор, попадает в дорожную аварию и оказывается в коме. Он приходит в себя в своей комнате, но вещи, сама комната, прохожие люди, да и весь мир вокруг выглядят странно, как будто их слепили кое‐как. Предметы и здания покрыты огромными язвами, дороги обрываются в пустоту и организованы в неподвижные медленно меняющиеся летающие острова с мостами и дорожками между ними и собственной силой тяжести на каждом острове. На главного героя внезапно нападает монстр, похожий на огнеглазого человека на ходулях, истекающего нефтью, и со шлейфом. Так же неожиданно его спасают трое людей с оружием и необычными способностями. Спасение главного героя удаётся ценой жизни одного из них.
Спасатели объясняют, что все они в коме, а окружающий их мир состоит из помнимых, телепатически соединённых вместе коматозниками вещей, людей и мест. Местные жители пользуются особенностями этого странного мира: прыгают между островами, проходят через «норы», ведущие в далёкие места, взрывают редкие дороги. Герои возвращаются на базу людей, где те живут и держат оборону от монстров — «жнецов». Архитектору рассказывают о мечте попасть на остров без опасных «жнецов» (мечта Яна), об организации людей. Люди здесь мало что помнят, не помнят даже имён, а обращаются друг к другу по прозвищам. Жители не могут проснуться просто по желанию. Архитектора отводят в его комнату, где девушка по кличке Флай объясняет, что со временем и в его комнате отрастёт окно в мир его снов. Жители говорят, что Ян однажды выходил из комы, рассказал остальным об этом мире, а сейчас он руководит ими и имеет на главного героя какие‐то планы.
Во сне архитектор видит и вспоминает больничное здание с колоннами и момент своей автоаварии. Фрагменты воспоминаний вырастают прямо в его комнате. Архитектору устроили испытание для раскрытия сверхспособностей, какими обладают некоторые жители, но его способности не раскрылись, поэтому архитектора определяют в группу тех, кто работает на базе и не ходит в опасные места. Время в этой «коме» течёт гораздо быстрее. Архитектор просится в отряд тех, кто отправляется в поход за ресурсами. Лидером отряда является властный и боевой человек по кличке Фантом. В походе архитектору объясняют, что «сны» в «коме» запутанные, «жнецов» отвлекают манком, который сделал Гном. Жнецы — коматозники с мёртвым мозгом. Они нападают на живых, а в случае смерти живой коматозник сам превращается в жнеца. Местные живые люди (не коматозники) ведут себя в такой манере, в какой их запомнили.
Отряд добирается до охраняемого военного завода. Герои собираются скрытно проникнуть на завод чтобы добыть взрывчатку, но Фантом, обладающий огромной силой и лидерскими замашками, завязывает сражение с местными охранниками. Участвуя в бою, каждый из героев (кроме главного) показывает свой характер и сверхспособности. Отряд успешно пробирается внутрь завода, но там оказывается воспоминание с плывущей во льдах подводной лодкой, что усложняет план похода. Герои вынимают и вскрывают торпеду с подводной лодки, но издалека к ним по льду приближаются жнецы. Фантом приказывает отступить, опять оставив смертника для отвлечения. Архитектор их останавливает и спасает ситуацию по‐другому: используя свою сверхспособность, он строит спусковую горку для торпеды. Отряд возвращается на базу с добычей через «нору». На базе во время посиделок решают построить желанный безопасный остров с помощью свежеоткрытой силы архитектора. Архитектор согласен, но при этом скрывает внутренние сомнения. Ян решает начать осуществление нового решения уже на следующий день. Накануне вечером главный герой в ускоренном темпе тренируется на базе и развивает свою сверхспособность к строительству.
Архитектор показывает девушке Флай объекты из сна в своей комнате, и они обнаруживают любовный интерес друг к другу.
На утро жители базы организуют общий переход в другое место, отряд ведёт картограф Астроном, а Фантом скрытно действует по своему плану. Все отправляются. Когда в походе женщина Спирит засекает жнеца, люди с суперспособностями отправляются на разведку для поиска нового чистого пути. На архитектора нападает жнец, но героя спасает пулемётчик Танк. Отряд обнаруживает, что Фантом подставил архитектора манком, чтобы убить. Начинается резня, несколько жителей погибает, Фантома ранят, и он начинает превращаться в жнеца. Отряд куда‐то отступает, в это время архитектор выходит из комы.
Архитектор вспоминает, что он приехал к главе религиозной секты с кучей фанатиков, чтобы строить для них. Секта находится в бывшей больнице, руководит ею Ян, он держит в своей палате людей в коме. Эта организация кажется архитектору подозрительной, он сбегает с подругой (в «коме» известной как Флай) и попадает в автомобильную аварию.
Архитектор приходит в себя в этой палате, беседует с учёным Яном. Ян рассказывает, что мир комы известен со времён фараонов, и он намерен помещать в неё желающих уйти в новый лучший мир, для чего основал секту, за счёт которой и финансирует этот проект. Архитектор, оказывается, был помещён в кому для строительства города не в реальности, а в «коме». Других Ян также поместил в кому для организации жизни в «коме», отбирая их в соответствии со «способностями». Некоторые коматозники знают об этом и не хотят выходить. От остальных же Ян скрывает важные факты, чтобы те не сбежали, не развалили его планы и жили счастливее, как ему кажется. Шантажом и обманом Ян убеждает архитектора вернуться в «кому» ради подруги.
Главный герой попадает в «кому», спасает в битве друзей, раскрывает им секрет Яна, быстро строит в выбранном месте красивый белый город и просит Яна всех отпустить. Ян же приводит героям однобокие доводы остаться и отключает им кислород. Архитектор, его подруга и Астроном отправляются к «чёрному выходу» из комы — снам в «коме» в своём спящем теле. С боем, потерями, сопровождающимися диалогами, и при участии почерневшего Фантома герои добираются до цели.
Под конец архитектор выходит из комы, спасает подругу, но секта продолжает существовать.

## В ролях
- Риналь Мухаметов — Виктор
- Любовь Аксёнова — Флай
- Антон Пампушный — Фантом
- Милош Бикович — Астроном
- Константин Лавроненко — Ян
- Полина Кузьминская — Спирит
- Ростислав Гулбис — Гном
- Вилен Бабичев — Танк
- Альберт Кобровский — Альба

## Маркетинг
Тизер появился в сети 18 апреля 2016 года.

## Выход в прокат
Выход в широкий прокат фильма неоднократно переносился. Первоначально премьера была запланирована на сентябрь-октябрь 2017 года, позже её перенесли на 25 января 2018 года, затем на весну 2018, позднее на 1 ноября 2018. По информации «Бюллетеня кинопрокатчика» премьера должна была состояться 24 января 2019 года, но была отложена. Согласно данным портала КиноАфиша, предполагаемой датой премьеры в России являлась 14 ноября 2019 года. Фильм вышел в российский прокат 30 января 2020 года.
Телевизионная премьера фильма состоялась 17 июня 2021 года на телеканале «СТС».

## Критика
Фильм в целом получил смешанные отзывы от критиков. Лишь зрители оценили фильм положительно. Дмитрий Шепелёв, писавший рецензию для «Игромании», заявил, что просмотр «Комы» — это безвредный и почти безболезненный опыт, чего по-прежнему нельзя сказать про большинство российских блокбастеров. Однако это всё ещё довольно посредственный фильм, в котором реализация не поспевает за идеей. Владислав Шуравин, писавший свою рецензию для film.ru дал фильму 4 звезды из 10 и высказался, что фильму критически не хватает свежего взгляда на жанр фантастики и сравнивал данный фильм с «Матрицей». Но несмотря на это, похвалил идею фильма с главным вопросом о том, что человечество пытается сбежать от проблем в реальном мире в воображении, где ему будет хорошо, как он сам и предположит. Хотя по заветам «Джокера», в обществе живём мы все, независимо от страны, и разъедает оно человека хоть в Британии, хоть в России. При этом зрители на том же самом сайте оценили фильм на 7 звёзд из 10. Кирилл Горячок в своей рецензии на Kinomania написал, что фильм не смог избежать стандартных проблем отечественной кинофантастики. Как бы красиво ни был снят и выкроен выдуманный мир Комы, ощущение вторичности не покидает с первых же минут.